# Bobby Cannavale
Robert M. "Bobby" Cannavale, (Union City, Nova Jersey, 3 de maig de 1970) és un actor estatunidenc de cinema i televisió.
La seva mare, Isabel, era cubana i es va traslladar als Estats Units el 1960, i el seu pare, Sal, era descendent d'italians. Va estar casat amb Jenny Lumet, filla de Sidney Lumet

## Filmografia

### Cinema
| Any          | Títol                             | Personatge                       | Notes |
| ------------ | --------------------------------- | -------------------------------- | --- |
| 1996         | I'm Not Rappaport                 | Parking Lot Customer             | |
| 1996         | Night Falls on Manhattan          | Assistent de Vigoda #1           | |
| 1999         | Gloria                            | Jack                             | |
| 1999         | The Bone Collector                | Steve                            | |
| 2000         | 3 A.M.                            | Jose                             | |
| 2002         | Washington Heights                | Angel                            | |
| 2002         | The Guru                          | Randy                            | |
| 2003         | Shortcut to Happiness             | Policia                          | |
| 2003         | The Station Agent                 | Joe Oramas                       | Chlotrudis Award for Best Supporting Actor Nominació – Phoenix Film Critics Society Award for Best Cast Nominació – Screen Actors Guild Award for Outstanding Performance by a Cast in a Motion Picture |
| 2004         | Fresh Cut Grass                   | Billy Pecchio                    | |
| 2004         | Haven                             | Lieutnant                        | |
| 2004         | Shall We Dance                    | Chic                             | |
| 2004         | The Breakup Artist                | Veí                              | |
| 2005         | Finals feliços (Happy Endings)    | Javier Duran                     | |
| 2005         | Romance & Cigarettes              | Chetty Jr. / 'Fryburg'           | |
| 2006         | The Night Listener                | Jess                             | |
| 2006         | Fast Food Nation                  | Mike                             | |
| 2006         | Snakes on a Plane                 | Agent Especial Hank Harris       | |
| 2006         | 10 Items or Less                  | Bobby                            | |
| 2007         | The Ten                           | Marty McBride                    | |
| 2007         | Dedication                        | Don Meyers                       | |
| 2008         | The Take                          | Agent Steve Perelli              | |
| 2008         | Diminished Capacity               | Lee Vivyan                       | |
| 2008         | The Promotion                     | Dr. Timms                        | |
| 2008         | 100 Feet                          | Shanks                           | |
| 2009         | Paul Blart Mall Cop               | Comandant James Kent             | |
| 2009         | The Merry Gentleman               | Michael                          | |
| 2009         | Brief Interviews with Hideous Men | Subjecte #40                     | |
| 2009         | Louis C.K.'s Last Chance          | Productor de porno               | Curtmetratge |
| 2010         | F--K                              | Bobby                            | Curtmetratge |
| 2010         | The Other Guys                    | Jimmy                            | |
| 2010         | Apples                            | Nino                             | Curtmetratge |
| 2010         | Weakness                          | Joshua                           | |
| 2011         | Win Win                           | Terry Delfino                    | Nominació – ALMA Award for Favorite Movie Actor |
| 2011         | Roadie                            | Randy Stevens                    | |
| 2013         | Movie 43                          | Superman                         | Segment: "Super Hero Speed Dating" |
| 2013         | Parker                            | Jake Fernandez                   | |
| 2013         | Lovelace                          | Butchie Peraino                  | |
| 2013         | Blue Jasmine                      | Chili                            | |
| 2017         | I, Tonya                          | Un productor                     | |
| 2017         | Jumanji: Welcome to the Jungle    | Professor Russell Van Pelt       | [ 2 ] [ 3 ] |
| 2017         | Ferdinand                         | Valiente/pare de Valiente (veus) | |
| 2017         | The Photographer                  | Fotògraf                         | Curtmetratge |
| 2018         | Boundaries                        | Leonard                          | |
| 2018         | Ant-Man and the Wasp              | Jim Paxton                       | |
| 2019         | Motherless Brooklyn               | Tony Vermonte                    | |
| 2019         | The Irishman                      | Felix "Skinny Razor" DiTullio    | |
| 2019         | The Jesus Rolls                   | Petey                            | |
| 2020         | Superintelligence                 | George                           | Postproducció |
| Per estrenar | Once Upon a Time in Staten Island |                                  | Postproducció |
| Per estrenar | Jolt                              | Detectiu Vicars                  | Postproducció |
| Per estrenar | Blonde                            |                                  | Postproducció |

### Televisió
| Any        | Títol                             | Personatge                | Notes |  |
| ---------- | --------------------------------- | ------------------------- | --- |  |
| 1998       | When Trumpets Fade                | Capità Thomas Zenek       | Telefilm |  |
| 1999–2001  | Third Watch                       | Roberto Caffey            | 38 episodis |  |
| 2000       | Sex and the City                  | Adam Ball                 | Episodi: "Easy Come, Easy Go" |  |
| 2001–2002  | 100 Centre Street                 | Jeremiah "J. J." Jellinek | 5 episodis |  |
| 2002       | Law & Order: Special Victims Unit | Kyle Novacek              | Episodi: "Monogamy" |  |
| 2002       | Ally McBeal                       | Wilson Jade               | 5 episodis |  |
| 2002, 2007 | Law & Order                       | Randy Porter / J.P. Lange | Episodis: "Hitman", "Murder Book" |  |
| 2003       | Kingpin                           | Chato Cadena              | Minisèrie |  |
| 2003       | Law & Order: Criminal Intent      | Julian Bello              | Episodi: "The Gift" |  |
| 2003       | Oz                                | Alonzo Torquemada         | |  |
| 2004       | Six Feet Under                    | Javier                    | 3 episodis |  |
| 2004–2006  | Will & Grace                      | Vince D'Angelo            | 15 episodis Primetime Emmy al millor actor convidat en sèrie còmica (2005) |  |
| 2005       | The Exonerated                    | Jesse, Sunny's Husband    | |  |
| 2005       | Recipe for a Perfect Christmas    | Alex Stermadapolous       | |  |
| 2007       | The Knights of Prosperity         | Enrico Cortez             | 2 episodis |  |
| 2007       | Lipstick Jungle                   | Chris 'Parks' Parker      | Episodi: "Chapter Seven: Carpe Threesome" |  |
| 2008–2009  | Cold Case                         | Eddie Saccardo            | 7 episodis |  |
| 2009       | Cupid                             | Trevor Pierce             | 7 episodis |  |
| 2010       | Louie                             | Chris                     | 2 episodis |  |
| 2010–2011  | Blue Bloods                       | Charles Rosselini         | 3 Episodis |  |
| 2012       | Modern Family                     | Lewis                     | Episodi: "Send Out the Clowns" Nominació – Critics' Choice Television Award for Best Guest Performer in a Comedy Series                                                                              |  |
| 2012       | Boardwalk Empire                  | Gyp Rosetti               | 12 episodis Primetime Emmy al millor actor secundari en sèrie dramàtica Nominació – Screen Actors Guild Award for Outstanding Performance by an Ensemble in a Drama Series                           |  |
| 2012–2013  | Nurse Jackie                      | Dr. Mike Cruz             | 12 episodis Nominació – Primetime Emmy al millor actor convidat en sèrie còmica (2012–13) Nominació – Screen Actors Guild Award for Outstanding Performance by an Ensemble in a Comedy Series (2013) |  |
| 2018       | Homecoming                        |                           | |  |